# Championnat d'Écosse de football 1952-1953
Navigation
Saison précédente Saison suivante
La 56e édition du championnat d'Écosse de football est remportée par le Rangers Football Club. C’est le 28e titre de champion du club de Glasgow. Il met fin à deux ans de domination de l’Hibernian FC. Les Rangers l’emportent de justesse face à Hibernian. Les deux équipent terminent ex æquo avec 43 points et les Rangers remportent le titre  parce qu’ils ont battu Hibernian lors de leurs confrontations directes. East Fife complète le podium.
Le système de promotion/relégation reste en place: descente et montée automatique, sans matchs de barrage pour les deux derniers de première division et les deux premiers de deuxième division. Third Lanark AC et Motherwell FC descendent en deuxième division. Ils sont remplacés pour la saison 1953/54 par Hamilton Academical et Stirling Albion FC.
Avec 30 buts marqués en 30 matchs,  Lawrie Reilly de l’Hibernian Football Clubet Charlie Fleming d’East Fife terminent ex-aequo en tête du classement des meilleurs buteurs du championnat. C’est le troisième titre consécutif de meilleur buteur du championnat.

## Les clubs de l'édition 1952-1953
| \| Aberdeen FC Glasgow · Celtic - Rangers - Third Lanark AC Dundee FC Heart of Midlothian Hibernian FC Motherwell FC Saint Mirren Stirling Albion FC Queen of the South Airdrieonians \| Localisation des clubs engagés dans le championnat. |
| Aberdeen FC Glasgow · Celtic - Rangers - Third Lanark AC Dundee FC Heart of Midlothian Hibernian FC Motherwell FC Saint Mirren Stirling Albion FC Queen of the South Airdrieonians                                                           |

| Club                              | Ville      |
| --------------------------------- | ---------- |
| Aberdeen Football Club            | Aberdeen   |
| Airdrieonians Football Club       | Airdrie    |
| Celtic Football Club              | Glasgow    |
| Clyde Football Club               | Glasgow    |
| Dundee Football Club              | Dundee     |
| East Fife Football Club           | Methil     |
| Heart of Midlothian Football Club | Édimbourg  |
| Hibernian Football Club           | Leith      |
| Falkirk Football Club             | Falkirk    |
| Motherwell Football Club          | Motherwell |
| Partick Thistle Football Club     | Glasgow    |
| Queen of the South Football Club  | Dumfries   |
| Raith Rovers Football Club        | Kirkcaldy  |
| Rangers Football Club             | Glasgow    |
| Saint Mirren Football Club        | Paisley    |
| Third Lanark Athletic Club        | Glasgow    |

## Compétition

### Classement
Le classement est établi sur le barème de points classique (victoire à 2 points, match nul à 1, défaite à 0).
| Rang | Équipe              | Pts | J  | G  | N  | P  | Bp | Bc | Diff |
| ---- | ------------------- | --- | -- | -- | -- | -- | -- | -- | ---- |
| 1    | Rangers FC C        | 43  | 30 | 18 | 7  | 5  | 80 | 39 | +41  |
| 2    | Hibernian FC T      | 43  | 30 | 19 | 5  | 6  | 93 | 51 | +42  |
| 3    | East Fife           | 39  | 30 | 16 | 7  | 7  | 72 | 48 | +24  |
| 4    | Heart of Midlothian | 30  | 30 | 12 | 6  | 12 | 59 | 50 | +9   |
| 5    | Clyde FC P          | 30  | 30 | 13 | 4  | 13 | 78 | 78 | 0    |
| 6    | Saint Mirren        | 30  | 30 | 11 | 8  | 11 | 52 | 58 | -6   |
| 7    | Dundee FC           | 29  | 30 | 9  | 11 | 10 | 44 | 37 | +7   |
| 8    | Celtic FC           | 29  | 30 | 11 | 7  | 12 | 51 | 54 | -3   |
| 9    | Partick Thistle FC  | 29  | 30 | 10 | 9  | 11 | 55 | 63 | -8   |
| 10   | Queen of the South  | 28  | 30 | 10 | 8  | 12 | 43 | 61 | -18  |
| 11   | Aberdeen FC         | 27  | 30 | 11 | 5  | 14 | 64 | 68 | -4   |
| 12   | Raith Rovers        | 26  | 30 | 9  | 8  | 13 | 47 | 53 | -6   |
| 13   | Falkirk FC P        | 26  | 30 | 11 | 4  | 15 | 53 | 63 | -10  |
| 14   | Airdrieonians       | 26  | 30 | 10 | 6  | 14 | 53 | 75 | -22  |
| 15   | Motherwell FC       | 25  | 30 | 10 | 5  | 15 | 57 | 80 | -23  |
| 16   | Third Lanark AC     | 20  | 30 | 8  | 4  | 18 | 52 | 75 | -23  |

| Légende : Qualifications et relégations | Légende : Qualifications et relégations                           |
| --------------------------------------- | ----------------------------------------------------------------- |
|                                         | Champion d'Écosse                                                 |
|                                         | Relégation en deuxième division                                   |
|                                         | T : Tenant du titre C : Vainqueur de la Coupe d'Écosse P : Promus |

## Bilan de la saison
| Tableau d'Honneur                |            |
| Compétition                      | Vainqueur  |
| Championnat d'Écosse de football | Rangers FC |
| Coupe d'Écosse de football       | Rangers FC |

| Promotions et relégations |                                        |
| Promus                    | Hamilton Academical Stirling Albion FC |
| Relégués                  | Third Lanark AC Motherwell FC          |

## Statistiques

### Meilleur buteur
- Lawrie Reilly, Hibernian FC, 30 buts
- Charlie Fleming, East Fife, 30 buts